# Fosforjev pentoksid
Fosforjev pentoksid je kemična spojina. katere molekularna formula je P4O10 (njegovo ime izhaja iz njegove empirične formule: P2O5). Fosforjev pentoksid je anhidrid fosforne kisline.

## Sestava
Fosforjev pentoksid se kristalizira v vsaj štirih oblikah ali polimorfizmah. Najbolj poznano, prikazano na sliki, sestavljajo molekule P4O10. Šibke Van der Waalsove sile držijo te molekule skupaj, v heksagonalnem kristalnem sistemu (vendar pa, kljub visoki simetriji molekul, molekule v kristalni zgradbi niso »stisnjene« tesno druga ob drugi). Kristalna struktura fosforjevega pentoksida  (P4O10) zelo spominja na 3-D kristalno strukturo teorije grup adamantana. Struktura adamantana je tesno povezana z anhidridom  fosforjeve kisline, P4O6. Njena gostota je 2.30 g/cm3. Fosforjeva kislina ima vrelišče pri 423 °C pod atmosferskim tlakom; če jo segrevamo hitreje lahko sublimira.
Druge polimorfizične oblike so polimerične, toda v vsakem primeru, so fosforjevi atomi vezani s štirimi kisikovimi atomi v strukturo tetraedra pri čemer eden izmed kisikovih atomov tvori s fosforjevim atomom trajno dvojno vez (P=O). Oblika O-strukture (gostota 3.05 g/cm3, tališče 580 °C), je sestavljena iz plastovite strukture, katera vsebuje medsebojno povezane obroče P6O6 (za razliko od strukture nekaterih polisilikatov). Faza manjše gostote ali tako imenovana O-struktura, je sestavljena iz tri- dimenzionalne (3D) kristalne mreže z gostoto 2.72 g/cm3. Preostale polimorfizične oblike so, steklo ali amorfične snovi (ne-kristalne trdnine).
|                       |                                 |
| del o′-(P2O5)∞ plasti | o′-(P2O5)∞ plastno sestavljanje |

## Lastnosti
Fosforjev pentoksid se nahaja v trdnem agregatnem stanju. Je bela praškasta snov, ostrega dražljivega vonja. Povzroča hude opekline in je izjemno škodljiv, če se pogoltne ali vdihuje. Hlapi povzročajo draženje oči in dihal. Burno reagira z vodo, ustvarita se vročina in fosforjeva kislina.

## Obstojnost in reaktivnost
Fosforjev pentoksid je obstojen, če ga hranimo v ustreznih razmerah. Poskušamo se izogniti vlagi in nezdružljivimi snovmi. Ob stiku z vodo ali vlago nastaja fosforjeva kislina.
Nezdružljiv je z naslednjimi snovmi: amonijakom, kalcijevim oksidom, klorovim trifluoridom, vodikovim fluoridom, kisikovim difluoridom, perklorno kislino, perklorno kislino in kloroformom, kalijem, natrijem, natrijevim karbonatom, natrijevim hidroksidom, vodo, mešanica vode in drugih organskih snovi. 
Pri razkroju snovi nastajajo škodljivi fosforjevi oksidi.

## Toksikološki podatki
Akutna strupenost pri vdihavanju hlapov: 
- LC50(podgane)=1217 mg/m3/1 uro
- LC50(zajci) = 5000 mg/m3/2 uri